# Манікюрна пилка

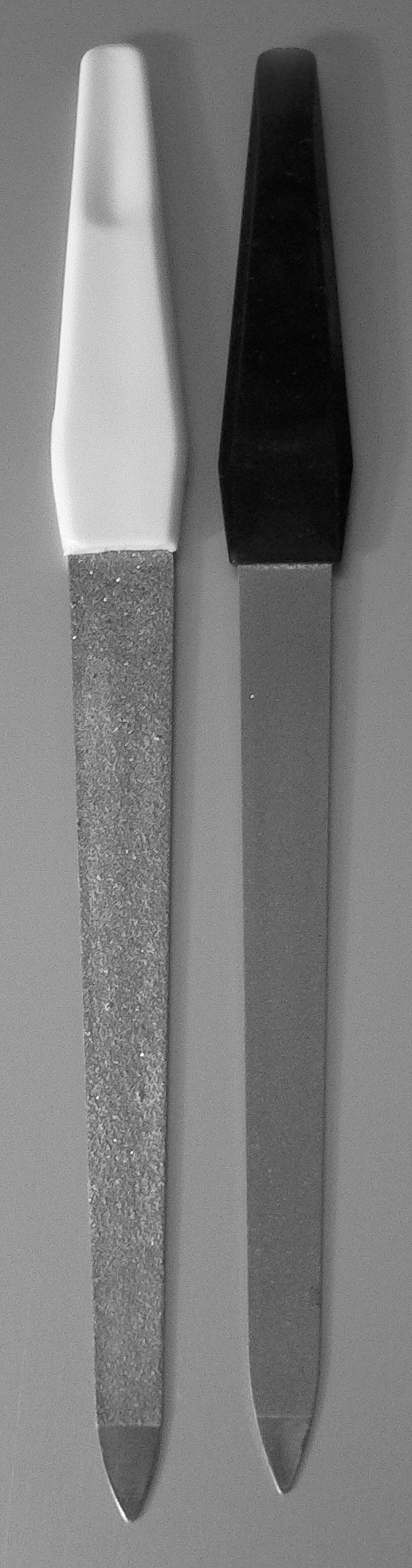
Металеві манікюрні пилки

Манікюрна пилка (манікюрний напилок, пилка для нігтів) — манікюрний інструмент, призначений для підпилювання та підрівнювання нігтів. Це маленький напилок сталева пластинка, іноді з виїмкою для розташування пальця, з округленими кінцями, на частині якої нанесена насічка-пилка.
Пилка може бути односторонньою та двосторонньою, одинарною та перехресною. Вільна від насічки частина металевої пилки є ручкою. Крім суцільнометалевих також випускаються пилки з ручкою, зазвичай із пластику. Пилки для нігтів поділяються на компактні сумкові та туалетні. Манікюрні пилки надходять у продаж поштучно або в манікюрних наборах. Сучасні пилки випускаються на пластиковій, дерев'яній, тканинній основі з абразивним напиленням, а також зі скла та кераміки.
Манікюрні пилки також розрізняються за абразивними матеріали і абразивністю. Їх показник абразивності відображає кількість частинок абразиву на одиницю площі: від 60-80 одиниць - у найгрубішої пилки для нарощування штучних нігтів і до 9000 - 1200 у мікроабразивів і полірувальних пилок. Сучасні абразиви виконуються з різних штучних і натуральних матеріалів: карбіду кремнію, окису алюмінію, гранату, карбіду кремнію з цинковим покриттям, спресованого окису алюмінію.